# La Balle magique
La Balle magique est le 19e épisode de la saison 4 de la série télévisée américaine Angel.

## Résumé
Tous les habitants de Los Angeles nagent dans le bonheur alors que Fred est poursuivie par Gunn et Wesley mais finit par leur échapper. Elle se rend ensuite dans une librairie, nommée « la Balle magique », pour y faire des recherches sur l'hypnose et le contrôle des pensées. Angel et Connor la traquent mais sont rappelés par Jasmine à l'hôtel Hyperion. Jasmine réunit toute l'équipe et les fait se tenir en cercle en pensant à Fred pour qu'elle puisse la localiser. Fred est alors poursuivie par toutes les personnes qu'elle rencontre et se cache. Elle rencontre un démon également en fuite qui finit par l'attaquer. Elle le tue mais est blessée et la vue de son sang lui rappelle un détail à propos de Jasmine.
Fred retourne à la librairie et, quand Jasmine arrive accompagnée d'Angel et de Connor, s'excuse. Jasmine lui dit qu'elle lui pardonne mais Fred sort alors un pistolet et tire. La balle traverse Jasmine avant de toucher Angel. Celui-ci voit alors Jasmine sous une apparence monstrueuse, comme Fred dans l'épisode précédent. Jasmine se rend compte que le contact de son sang permet aux gens de la voir sous son vrai visage. Angel et Fred prennent la fuite et Jasmine explique aux autres membres d'Angel Investigations que Fred a contaminé Angel. Plus tard, Jasmine avoue à Connor qu'elle dévore des gens mais cela semble laisser indifférent le jeune homme. Angel et Fred s'introduisent dans la chambre d'hôpital de Cordelia et récupèrent un peu de son sang, qui est le même que celui de Jasmine. Lorne, Gunn et Wesley sont successivement décontaminés avec du sang de Cordelia mais, quand vient le tour de Connor, le processus n'agit pas et Connor donne l'alerte.

## Statut particulier
Noel Murray, du site The A.V. Club, estime que l'épisode n'est « pas aussi intense et fascinant que le précédent » mais qu'il conserve cependant une importante « résonance émotionnelle », grandement aidé en cela par l'interprétation d'Amy Acker. Pour Patrick Pricken, du site Critically Touched, qui lui donne la note de C-, c'est dans cet épisode que les scénaristes « gâchent leur ambitieuse idée », Angel et son équipe devant lutter contre la paix dans le monde, en laissant voir à quel point le contrôle mental de Jasmine est intolérable. La seule scène vraiment réussie est celle avec Jasmine dans la librairie alors que celle entre Fred et le démon caché sous terre est « la pire de toute la série ».

## Distribution

### Acteurs crédités au générique
- David Boreanaz : Angel
- Charisma Carpenter : Cordelia Chase
- J. August Richards : Charles Gunn
- Amy Acker : Winifred Burkle
- Vincent Kartheiser : Connor
- Andy Hallett : Lorne
- Alexis Denisof : Wesley Wyndam-Pryce

### Acteurs crédités en début d'épisode
- Gina Torres : Jasmine
- Danny Woodburn : la créature
- Patrick Fischler : Ted

### Acteurs crédités en fin d'épisode
- Zakk Wylde : lui-même